# Bohdan Warchal
Bohdan Warchal (27. ledna 1930 Orlová – 30. prosince 2000 Bratislava) byl slovenský houslista, dirigent, vysokoškolský pedagog. Byl zakladatelem Slovenského komorního orchestru, se kterým interpretoval hudbu všech slohových období s těžištěm interpretace v oblasti barokní hudby. Veřejnosti bylo toto hudební těleso známo pod jménem Warchalovci.
Jméno Warchal nese planetka číslo 28019, kterou objevila Lenka Šarounová.

## Život
Když mu bylo šest let, zemřel mu otec, který si přál, aby hrál na housle. První housle mu darovala matka, k 12. narozeninám od ní ještě dostal housle houslaře Mathiase Heinickeho, které jej provázely celý život. V roce 1957 absolvoval konzervatoř.[zdroj⁠?!] V roce 1960 vystudoval hru na housle na Janáčkově akademii múzických umění v Brně u Františka Kudláčka. Ještě za doby studií byl primášem BROLNu.
Byl řádným profesorem na Vysoké škole múzických umění v Bratislavě. Jeho jméno nese mezinárodní soutěž ve hře na smyčcové nástroje, konaná každoročně v Dolním Kubíně na Slovensku.

## Působení
- 1955 primáš Brněnského rozhlasového orchestru lidových nástrojů (BROLN)
- 1957–1964 koncertní mistr Slovenské filharmonie v Bratislavě
- 1960 umělecký vedoucí Slovenského komorního orchestru
- 1959–1963 externí pedagog na Státní konzervatoři v Bratislavě
- 1980 pedagog na VŠMU v Bratislavě
- 1995 odchod ze Slovenské filharmonie do Pražského komorního orchestru
- 1997 opětovný návrat do čela Slovenského komorního orchestru

## Vznik Warchalovců
Warchalovci vznikli v roce 1960 (první koncert odehráli 11. dubna 1960 s obrovským úspěchem) na podnět Bohdana Warchala. První členy tvořili jeho bývalí spolužáci a přátelé. Pod vedením svého zakladatele se seskupení postupně etablovalo v nejznámější komorní orchestr na Slovensku, který 40 let koncertoval po celém světě.

## Obsazení
Několik jmen z obsazení orchestru v tomto období:

### Zakládající členové
- Bohdan Warchal – housle
- Michal Bušo – housle
- Jozef Saller – housle
- Vladimír Piatkowski – housle
- Anton Maťašovský – housle
- Zdeno Kunc – housle
- Zdeněk Husek – viola
- Evžen Effenberger – viola
- Martin Čapka – violoncello
- Karol Illek – kontrabas

### Housle
- Václav Benkovič
- Iveta Blažejová
- Jozef Bobko
- Viliam Dobrucký
- Peter Hamar
- Quido Hölbling
- Anna Hölblingová
- Vladimír Javorník
- Jozef Kopelman
- Mikuláš Kováč
- Petr Maceček
- Igor Maršálek
- Teodor Mészáros
- Peter Michalica
- Tatiana Nedelčeva
- Bohuslav Pavlík
- Zdeněk Petrlík
- Pavel Raška
- Ivan Rosa
- Ladislav Rozporka
- Ľudovít Satury
- Andrea Šestáková
- Milan Tedla
- Miloš Vacek
- Bohdan Warchal mladší

### Viola
- Zuzana Bouřová
- Ján Cút
- Jozef Hošek
- Kornel Klatt
- Eduard Vanek
- Petr Žďárek

### Violoncello
- Juraj Alexander
- Eva Čermanová
- Vlastimil Dvořák
- Jozef Sikora
- Viliam Šáray
- Milan Tekula
- Richard Vandra

### Kontrabas
* Ferdinand Lipa
- Tibor Petrek
- Juraj Albert Schoefer
- Radoslav Šašina

### Cembalo
- Alexander Cattarino
- Branko Čuberka

## Nahrávky
Nahráli nespočetné množství nahrávek, ze kterých nejznámější jsou Čtyři roční období od
Antonia Vivaldiho. V roce 2000 odevzdal Bohdan Warchal vedení tělesa svému žákovi Ewaldovi Danelovi, který vede Warchalovce až dodnes.

## Pedagogická činnost
Kromě koncertní činnosti se prof. Bohdan Warchal věnoval pedagogice na VŠMU v Bratislavě.

## Ocenění
- 1969 – jmenován zasloužilým umělcem
- 1983 – jmenován národním umělcem
- 1996 – veřejné uznání za rozvoj městské části, udělené starostou městské části Bratislava – Nové Město
- 2000 – státní vyznamenání Řád Ľudovíta Štúra II. třídy za mimořádné významné šíření dobrého jména Slovenské republiky v zahraničí v oblasti umění, udělené prezidentem Slovenské republiky.